# تاناکا ۴۳۸۷
سیارک ۴۳۸۷ (به انگلیسی: 4387 Tanaka، نامگذاری:4829T-2) چهار هزار و سیصد و هشتاد و هفتمین سیارک کشف شده‌است که در ۱۹ سپتامبر ۱۹۷۳ کشف شد.
قدر مطلق سیارک برابر ۱۲٫۸۰ است.